# Liste de fabricants d'instruments astronomiques
Ce qui suit est une liste de fabricants d'instruments astronomiques, ainsi que leur durée de vie et leur pays de travail, si disponible.

## A
| Nom                     | Durée de vie | Pays de travail   |
| Abiyun al-Bitriq        | fl. 630      |                   |
| Jabir ibn Aflah (Geber) | c. 1100-1150 | Espagne islamique |

## B
| Nom                  | Durée de vie           | Pays de travail |
| James Gilbert Baker  | 1914-2005              | États-Unis      |
| George Bass          | début du XVIIIe siècle | Angleterre      |
| John Bird            | 1709-1776              | Angleterre      |
| Abū Rayhān al-Bīrūnī | 973-1048               | Perse           |
| Tycho Brahe          | 1546-1601              | Danemark        |
| John Brashear        | 1840-1920              | États-Unis      |

## C
| Nom                     | Durée de vie  | Pays de travail |
| Giuseppe Campani        | 1635-1715     | Italie          |
| Matteo Campani-Alimenis | XVIIe siècle  | Italie          |
| Noël-Simon Carrochez    | ca. 1740-1813 | France          |
| Robert Aglaé Cauchoix   | 1776-1845     | France          |
| Henri Chrétien          | 1879-1956     | France          |
| Alvan Clark             | 1804-1887     | États-Unis      |
| Alvan Graham Clark      | 1832-1897     | États-Unis      |
| George Bassett Clark    | 1827-1891     | États-Unis      |
| Thomas Cooke            | 1807-1868     | Angleterre      |
| Robert E. Cox           | 1917-1989     | États-Unis      |

## D
| Nom                  | Durée de vie | Pays de travail        |
| John Henry Dallmeyer | 1830-1883    | Angleterre / Allemagne |
| John Dobson          | 1915-2014    | États-Unis             |
| John Dollon          | 1706-1761    | Angleterre             |
| Henri Draper         | 1837-1882    | États-Unis             |

## E
| Nom             | Durée de vie | Pays de travail |
| Wilhelm Eichens | XIXe siècle  | France          |

## F
| Nom                   | Durée de vie | Pays de travail |
| Henry Fitz            | 1808-1863    | États-Unis      |
| Joseph von Fraunhofer | 1787-1826    | Allemagne       |

## G
| Nom            | Durée de vie | Pays de travail |
| Vilem Gajdusek | 1895-1977    | Tchéquie        |
| Galilée        | 1564-1642    | Italie          |
| Henri Gambey   | 1787-1847    | France          |
| James Gregory  | 1638-1675    | Écosse          |
| Howard Grubb   | 1844-1931    | Irlande         |

## H
| Nom                        | Durée de vie | Pays de travail             |
| George Ellery Hale         | 1868-1938    | États-Unis                  |
| Frederick James Hargreaves | 1891-1970    | Angleterre                  |
| Caroline Herschel          | 1750-1848    | Angleterre                  |
| William Herschel           | 1738-1822    | Angleterre                  |
| Johannes Hevelius          | 1611-1687    | République des Deux Nations |
| Henri Hindley              | 1701-1771    | Angleterre                  |
| Robert Hooke               | 1635-1703    | Angleterre                  |
| Christian Huygens          | 1629-1695    | Provinces-Unies             |

## I
| Nom                   | Durée de vie | Pays de travail |
| Albert Graham Ingalls | 1888-1958    | États-Unis      |
| Zenbei Iwahashi       | 1756-1811    | Japon           |

## J
| Nom                             | Durée de vie        | Pays de travail |
| Zacharie Janssen                | vers 1580–vers 1638 | Pays-Bas        |
| Antide Janvier                  | 1751-1835           | France          |
| Al-Jazari[Information douteuse] | 1136-1206           | Irak / Syrie    |

## K
| Nom                                        | Durée de vie       | Pays de travail |
| Jamshīd al-Kāshī                           | c. 1380-1429       | Perse           |
| Al-Khazini                                 | prospéré 1115-1130 | Perse           |
| Abou Mahmud al-Khujandi                    | c. 940–1000        | Perse           |
| Muhammad ibn Mūsā al-Khwārizmī (Algoritmi) | 780–850            | Irak            |
| Gottfried Kirch                            | 1639-1710          | Allemagne       |

## L
| Nom                     | Durée de vie         | Pays de travail |
| Lala Balhumal Lahori    | c. 1842              | Inde            |
| Noël-Jean Lerebours     | 1761-1840            | France          |
| Hans Lipperhey          | 1570-1619            | Pays-Bas        |
| Ali Kashmiri ibn Luqman | a prospéré 1589-1590 | Inde moghole    |

## M
| Nom              | Durée de vie   | Pays de travail           |
| Dmitri Maksoutov | 1896-1964      | Russie / Union soviétique |
| Jacob Metius     | vers 1575-1628 | Pays-Bas                  |

## N
| Nom          | Durée de vie | Pays de travail |
| Isaac Newton | 1643-1727    | Royaume-Uni     |

## O
| Nom | Durée de vie | Pays de travail |
|     |              |                 |

## P
| Nom                                | Durée de vie | Pays de travail |
| William Parsons, 3e comte de Rosse | 1800-1867    | Irlande         |
| Claude-Siméon Passemant            | 1702-1769    | France          |
| Francis G. Pease                   | 1881-1938    | États-Unis      |
| Richard Scott Perkin               | 1906-1969    | États-Unis      |
| John M. Pierce                     | 1886-1958    | États-Unis      |

## Q
| Nom | Durée de vie | Pays de travail |
|     |              |                 |

## R
| Nom                             | Durée de vie | Pays de travail             |
| Regiomontanus                   | 1436-1476    | Allemagne/ Italie / Hongrie |
| Georg Friedrich von Reichenbach | 1772-1826    | Allemagne                   |
| George Willis Ritchey           | 1864-1945    | États-Unis                  |
| Alexis-Marie de Rochon          | 1741-1817    | France                      |

## S
| Nom                                                  | Durée de vie | Pays de travail |
| George N. Saegmuller                                 | 1847-1934    | États-Unis      |
| Bernhard Schmidt                                     | 1879-1935    | Allemagne       |
| Ibn al-Chatir                                        | 1304-1375    | Syrie           |
| James Short                                          | 1710-1768    | Angleterre      |
| James Simms                                          | 1828-1915    | Angleterre      |
| William Simms                                        | 1793-1860    | Angleterre      |
| Abd al-Rahman al-Sufi (Azophi)[Information douteuse] | 903–986      | Perse           |

## T
| Nom                             | Durée de vie         | Pays de travail          |
| Mohamed Salih Tahtawi           | a prospéré 1659-1660 | Inde moghole             |
| Taqi al-Din Muhammad ibn Ma'ruf | 1526-1585            | Syrie / Egypte / Turquie |
| Edward Troughton                | 1753-1835            | Angleterre               |
| Sharaf al-Dīn al-Tūsī           | 1135–1213            | Irak                     |

## U
| Nom | Durée de vie | Pays de travail |
|     |              |                 |

## V
| Nom              | Durée de vie | Pays de travail |
| Cornelius Varley | 1781-1873    | Angleterre      |
| Yrjö Väisälä     | 1891-1971    | Finlande        |

## W
| Nom        | Durée de vie | Pays de travail |
| James Watt | 1736-1819    | Angleterre      |

## X
| Nom | Durée de vie | Pays de travail |
|     |              |                 |

## Y
| Nom       | Durée de vie | Pays de travail |
| Ibn Yunus | c. 950-1009  | Egypte          |

## Z
| Nom                                     | Durée de vie | Pays de travail     |
| Abraham Zacuto                          | c. 1450-1510 | Espagne et Portugal |
| Abū Ishāq Ibrāhīm al-Zarqālī (Arzachel) | 1028-1087    | Espagne islamique   |